# Baronia de Càrcer
La Baronia de Càrcer és un títol nobiliari espanyol creat en 1437 pel rei Alfons V d'Aragó que, prèvia facultat real, va crear aquest vincle amb Maria Joana Benedetta d'Eslaba, sobre el senyoriu jurisdiccional que tenia sobre Càrcer el seu pare Pere Martínez d'Eslaba, des de 1427.
Aquest títol va ser rehabilitat en 1916 pel rei Alfons XIII a favor de Joaquín Manglano y Cucaló de Montull (1892-1885), II (i després IV) baró de Beniomer, XVIII baró de Llaurí, G.E., II marquès d'Altamira de Puebla, VI comte del Burgo de Lavezaro, com a quinzè baró de Càrcer.
La seva denominació fa referència al municipi de Càrcer, Ribera Alta.

## Barons de Càrcer
|                               | Titular                              | Període                      |
| Creació per Alfons V d'Aragó  | Creació per Alfons V d'Aragó         | Creació per Alfons V d'Aragó |
| ----------------------------- | ------------------------------------ | ---------------------------- |
| I                             | Maria Joana Benedetta d'Eslaba       | 1437-                        |
| .                             | .                                    |                              |
| Rehabilitació per Alfons XIII |                                      |                              |
| XV                            | Joaquín Manglano y Cucaló de Montull | 1916-1975                    |
| XVI                           | Luis Manglano y Baldoví              | 1975-actual titular          |

## Història dels barons de Càrcer
- María Juana Benedetta de Eslaba, I baronessa de Cárcer

(...)
Rehabilitat el 1916 per:
- Joaquín Manglano y Cucaló de Montull (1892-1985), XV baró de Càrcer, II (i després IV) baró de Beniomer, XVIII baró de Llaurí, G.I., II marquès d'Altamira de Puebla, VI comte del Burgo de Lavezaro.

Polític tradicionalista valencià: President de la Junta Tradicionalista del Regne de València, Diputat a Corts (1919-1920 i 1933-1936), Procurador en Corts (1943, i 1952-1967), Alcalde de València (1939-1943). Doctor en Dret i en Filosofia i Lletres.
1. Es va casar, en 1922, amb María del Pilar Baldoví y Miquel (1902-1999).

D'aquest matrimoni van néixer cinc fills:
1. Joaquín Manglano y Baldoví (1923-2011), VII comte del Burgo de Lavezaro, XIX baró de Llaurí, Gran d'Espanya, XV baró d'Alcalalí i San Juan de Mosquera, IV baró de Beniomer, IV Baró de Vallvert, Degà de la Sobirana Orde Militar de Malta a Espanya, Comanador de l'Orde al Mèrit Melitenc. Va casar, en 1961, amb María del Dulce Nombre de Puig y Fontcuberta, amb la que va tenir cinc fills:

a) Verónica Manglano de Puig (n.1962), XX baronessa de Llaurí;

b) Joaquín Manglano de Puig (n.1963) VIII comte del Burgo de Lavezaro;

c) Marta Manglano de Puig (n.1966), V baronessa de Beniomer;

d) Cristina Manglano de Puig (n.1970), V Baronessa de Vallvert;

e) Carmen Manglano de Puig (n.1976).
1. Gonzalo Manglano y Baldoví (n.1926), III marquès d'Altamira de Puebla, Cavaller d'Honor i Devoció de la Sobirana Orde Militar de Malta. Advocat. Va casar en 1970 amb Sylvia de Garay y Rodríguez-Bauzá (n.1943). Dos fills: Gonzalo y Pablo.
2. Luis Manglano y Baldoví (n.1930), que segueix.
3. Javier Manglano y Baldoví (n.1932-1979), III baró de Beniomer, Cavaller en Obediència de la Sobirana Orde Militar de Malta. Advocat. Solter, sense descendència.
4. Vicente Manglano y Baldoví (n.1933-1990), XIV baró d'Alcalalí i San Juan de Mosquera; Cavaller d'Honor i Devoció, i Gran Creu, de la Sobirana Orde Militar de Malta. Doctor en Medicina. Solter, sense descendència.

En la Baronia de Càrcer el va succeir, en 1975, per cessió inter vivos, el seu tercer fill:
- Luis Manglano y Baldoví (n.1930), XVI baró de Cárcer, Cavaller d'Honor i Devoció de la Sobirana Orde Militar de Malta. Enginyer Agrònom.

Actual titular.